# جمال نصار
جمال نصار (12 مارس 1957) ممثل سوري.

## عن حياته
خريج المعهد العالي للفنون المسرحية. - شارك كممثل بالعديد من الأعمال التلفزيونية و المسرحية و السينمائية، بالإضافة إلى عدد من الأعمال الإذاعية. - عضو في نقابة الفنانين منذ عام 1988. من أعماله : * في المسـرح: «كانون الثاني - القضية - جوارب النجاة - علاء الدين والمصباح السحري - علي بابا والأربعين حرامي - القط أبو جزمة».

## من أعماله

### المسلسلات
- مسلسل البدوي دواس الليل
- حضارة العرب ج2
- رايات الحق
- حضارة العرب
- العقاب
- صدق وعده
- قمر بني هاشم (مسلسل)
- أسمهان
- حديث المرايا
- المجالس مدارس [2]
- الزير سالم (كلثوم بن مالك)

### السينما
- بعد منتصف الليل

### سهرات تلفزيونية
- أحزان سبهان

### في المسرح
- كانون الثاني
- القضية
- جوارب النجاة

### في الدوبلاج
- الرمية الملتهبة
- ماوكلي فتى الأدغال - الكسندر
- وداعا ماركو
- وادي الذئاب - منجد يناصيب
- سونيك إكس
- أسطورة زورو
- المعمار بوب
- مونستر هانتر ستوريس رايد أون - الزعيم اومنا

## روابط خارجية
- جمال نصار على موقع قاعدة بيانات الأفلام العربية